# Bulbophyllum melanoglossum
Bulbophyllum melanoglossum là một loài phong lan thuộc chi Bulbophyllum.